# Station Rogowiec
Station Rogowiec is een spoorwegstation in de Poolse plaats Rogowiec.